# 1837 Osita
1837 Osita eller 1971 QZ1 är en asteroid i huvudbältet som upptäcktes den 16 augusti 1971 av den amerikanska astronomen James B. Gibson vid Leoncito Astronomical Complex. Den har fått sitt namn efter upptäckarens fru Ursula Osita Gibson.
Asteroiden har en diameter på ungefär 7 kilometer och den tillhör asteroidgruppen Flora.